# Thomas Marshall (taekwondo)
Thomas Marshall es un deportista estadounidense que compitió en taekwondo. Ganó dos medallas en el Campeonato Panamericano de Taekwondo en los años 1982 y 1984.

## Palmarés internacional
| Campeonato Panamericano | Campeonato Panamericano | Campeonato Panamericano | Campeonato Panamericano |
| Año                     | Lugar                   | Medalla                 | Categoría               |
| ----------------------- | ----------------------- | ----------------------- | ----------------------- |
| 1982                    | Ponce (Puerto Rico)     | Medalla de oro          | –64 kg                  |
| 1984                    | Paramaribo (Surinam)    | Medalla de bronce       | –64 kg                  |